# Rogério Bontorin
Rogério Raab Bontorin (Adrianópolis, Estado de Paraná, Brasil, 25 de abril de 1992) es un artista marcial mixto brasileño que compite en la división de peso mosca.

## Primeros años
Reside en Colombo, Estado de Paraná, Brasil, en una granja familiar donde trabaja. Comenzó su carrera en las MMA a los 18 años.

## Carrera en las artes marciales mixtas

### Inicios
Hizo su debut profesional en 2013 y luchó principalmente en su país natal, Brasil, así como en la promoción japonesa Pancrase.
Se enfrentó a Takeshi Kasugai en Pancrase 283 el 18 de diciembre de 2016. No cumplió con el peso contratado y ganó el combate por sumisión en el primer asalto. Sin embargo, la victoria fue anulada por no haber sido disputada debido a la falta de peso.
Acumuló un récord de 13-1 (1) antes de participar en el Dana White's Contender Series.

### Dana White Contender Series
Apareció en el programa de la serie web Dana WhiteContender Series Brazil - Temporada 1, Episodio 1. Se enfrentó a Gustavo Gabriel Silva el 10 de agosto de 2018 y ganó el combate a por sumisión en el segundo asalto. Con la victoria, se le ofreció un contrato con la UFC.

### Ultimate Fighting Championship
Debutó en la UFC contra Magomed Bibulatov el 2 de febrero de 2019 en UFC Fight Night: Assunção vs. Moraes 2. En el pesaje, Bibulatov pesó 127 libras, 1 libra por encima del límite de peso mosca de 126 y fue multado con el 20% de su bolsa, que fue a parar a Bontorin. Ganó el combate por decisión unánime.
Se enfrentó a Raulian Paiva el 10 de agosto de 2019 en UFC Fight Night: Shevchenko vs. Carmouche 2. Ganó el combate por TKO en el primer asalto.
Se enfrentó a Ray Borg el 15 de febrero de 2020 en UFC Fight Night: Anderson vs. Błachowicz 2. En el pesaje, Borg no cumplió con el peso, llegando a las 128 libras, dos libras por encima del límite de peso mosca de 126 libras. Se le impuso una multa del 30% de la bolsa del combate, que fue a parar a manos de Bontorin, y el combate continuó con el peso acordado. Perdió el combate por decisión unánime.
Se esperaba que se enfrentara a Manel Kape el 15 de agosto de 2020 en UFC 252. Sin embargo, se retiró del combate el 22 de julio debido a una lesión de tobillo. Los responsables de la promoción trataron de encontrar un sustituto para Kape, pero finalmente fue retirado de la cartelera.
Se enfrentó a Kai Kara-France el 6 de marzo de 2021 en UFC 259. Perdió el combate por KO en el primer asalto.
Se enfrentó a Matt Schnell el 15 de mayo de 2021 en UFC 262. En el pesaje, pesó 137 libras, 1 libra por encima del límite del combate de peso gallo sin título. El combate se desarrolló en el peso acordado y se le impuso una multa del 20% de su bolsa individual, que fue a parar a Schnell. Ganó el combate por decisión unánime.
En junio de 2021 fue señalado por la USADA por una posible infracción de dopaje. Bontorin dio positivo por hidroclorotiazida, un diurético prohibido, en una muestra fuera de competición en mayo de 2021. Dio positivo por hidroclorotiazida (HCTZ) como resultado de una muestra de orina recogida fuera de competición el 1 de mayo de 2021. Tras la notificación de su resultado positivo, proporcionó envases abiertos de dos suplementos dietéticos que había obtenido en una farmacia brasileña que utilizaba antes de su resultado positivo para que fueran analizados por un laboratorio acreditado por la AMA. Aunque en las etiquetas de los suplementos no figuraba ninguna sustancia prohibida, el análisis reveló la presencia de HCTZ en los productos. Se le impuso una suspensión de tres meses que comenzó el 1 de mayo de 2021.
Se enfrentó a Brandon Royval el 15 de enero de 2022 en UFC on ESPN: Kattar vs. Chikadze. Perdió el combate por decisión dividida.
Se esperaba que se enfrentara a Manel Kape el 11 de junio de 2022 en UFC 275. Sin embargo, el combate se canceló el día anterior al evento debido a que sufrió problemas renales relacionados con el corte de peso.
El 23 de junio de 2022 se anunció que fue liberado por la UFC.

## Récord en artes marciales mixtas
| Resultado     | Récord   | Oponente                            | Método                                      | Evento                                      | Fecha                    | Ronda | Tiempo | Localización             | Notas |
| ------------- | -------- | ----------------------------------- | ------------------------------------------- | ------------------------------------------- | ------------------------ | ----- | ------ | ------------------------ | --- |
| Derrota       | 16-4 (2) | Brandon Royval                      | Decisión (dividida)                         | UFC on ESPN: Kattar vs. Chikadze            | 15 de enero de 2022      | 3     | 5:00   | Las Vegas, Nevada        | |
| Sin resultado | 16-3 (2) | Matt Schnell                        | Sin resultado (anulado)                     | UFC 262                                     | 15 de mayo de 2021       | 3     | 5:00   | Houston, Texas           | Combate de peso gallo. Bontorin no alcanzó el peso (137 libras). Originalmente una victoria por decisión unánime de Bontorin; anulada después de que Bontorin diera positivo por un diurético prohibido. |
| Derrota       | 16-3 (1) | Kai Kara-France                     | KO (puñetazos)                              | UFC 259                                     | 6 de marzo de 2021       | 1     | 4:55   | Las Vegas, Nevada        | |
| Derrota       | 16-2 (1) | Ray Borg                            | Decisión (unánime)                          | UFC Fight Night: Anderson vs. Błachowicz 2  | 15 de febrero de 2020    | 3     | 5:00   | Rio Rancho, Nuevo México | Combate de peso acordado (128 libras); Borg no alcanzó el peso. |
| Victoria      | 16-1 (1) | Raulian Paiva                       | TKO (parada médica)                         | UFC Fight Night: Shevchenko vs. Carmouche 2 | 10 de agosto de 2019     | 1     | 2:56   | Montevideo               | |
| Victoria      | 15-1 (1) | Magomed Bibulatov                   | Decisión (dividida)                         | UFC Fight Night: Assunção vs. Moraes 2      | 2 de febrero de 2019     | 3     | 5:00   | Fortaleza                | |
| Victoria      | 14-1 (1) | Gustavo Gabriel Silva               | Sumisión (estrangulamiento por detrás)      | Dana White's Contender Series Brazil 1      | 10 de agosto de 2018     | 2     | 2:46   | Las Vegas, Nevada        | |
| Victoria      | 13-1 (1) | Paulo César Cardoso                 | TKO (codazos)                               | Imortal FC 8                                | 7 de abril de 2018       | 3     | 2:46   | São José dos Pinhais     | |
| Derrota       | 12-1 (1) | Michinori Tanaka                    | Sumisión (estrangulamiento por detrás)      | Grandslam 6                                 | 29 de octubre de 2017    | 3     | 2:27   | Colombo                  | |
| Victoria      | 12-0 (1) | Rildeci Lima Dias                   | TKO (puñetazos)                             | Katana Fight: Gold Edition                  | 5 de agosto de 2017      | 1     | 0:48   | São José dos Pinhais     | |
| Victoria      | 11-0 (1) | Jon Olivar                          | Sumisión (estrangulamiento por detrás)      | Brave 3: Battle in Brazil                   | 18 de marzo de 2017      | 1     | 3:00   | Tokio                    | |
| Sin resultado | 10-0 (1) | Takeshi Kasugai                     | Sin resultado (Bontorin no alcanzó el peso) | Pancrase - 283                              | 18 de diciembre de 2016  | 1     | 2:19   | Tokio                    | |
| Victoria      | 10-0     | Cristiano Souza                     | Sumisión (barra de brazo)                   | Imortal FC 5                                | 23 de julio de 2016      | 1     | 2:05   | São José dos Pinhais     | |
| Victoria      | 9-0      | Ivonei Pridonik                     | Sumisión (barra de brazo)                   | Imortal FC 5                                | 23 de julio de 2016      | 2     | 1:06   | São José dos Pinhais     | |
| Victoria      | 8-0      | Israel Silva Lima                   | Sumisión (gancho de talón)                  | XFC International 11                        | 19 de septiembre de 2015 | 1     | 1:20   | São Paulo                | |
| Victoria      | 7-0      | Carlisson Diego Oliveira dos Santos | Sumisión (estrangulamiento por detrás)      | Curitiba Fight Pro 3                        | 17 de mayo de 2015       | 2     | 4:06   | Curitiba                 | |
| Victoria      | 6-0      | Genilson Lacerda                    | Sumisión (estrangulamiento por detrás)      | Striker's House Cup 38                      | 28 de junio de 2014      | 1     | 1:27   | Curitiba                 | |
| Victoria      | 5-0      | Jeferson Guilherme Pereira          | Sumisión (estrangulamiento por detrás)      | Power Fight Extreme 11                      | 17 de mayo de 2014       | 1     | 3:51   | Curitiba                 | |
| Victoria      | 4-0      | Carlos do Amaral                    | Sumisión (estrangulamiento por detrás)      | Curitiba Fight Pro                          | 22 de febrero de 2014    | 1     | N/A    | Curitiba                 | |
| Victoria      | 3-0      | Jonathan Inácio                     | Decisión (unánime)                          | Gladiator Combat Fight 3                    | 18 de agosto de 2013     | 3     | 5:00   | Curitiba                 | |
| Victoria      | 2-0      | Cleverson Luiz Candido              | Sumisión (estrangulamiento por detrás)      | Extreme Fisiomaq Combat                     | 8 de junio de 2013       | 2     | 1:12   | Araucária                | |
| Victoria      | 1-0      | Genilson Lacerda                    | Sumisión (estrangulamiento por detrás)      | Gladiator Combat Fight                      | 6 de abril de 2013       | 1     | 4:30   | Curitiba                 | |